# Hylte (đô thị)
Đô thị Hylte (Hylte kommun) là đô thị của hạt Halland ở tây nam Thụy Điển. Thủ phủ là Hyltebruk.
Đô thị Hylte được lập năm 1952 thông qua việc sáp nhập 3 đơn vị ở hạt Jönköping. Năm 1974, quá trình hợp nhất được thực hiện tiếp.
Đô thịnày nằm trên lãnh thổ hai tỉnh lịch sử Halland và Småland.

## Các đơn vị dân cư trực thuộc
Có 6 khu vực đô thị(cũng gọi là Tätort hay đơn vị địa phương) ở đô thị Hylte.
Bảng dưới đây liệt kê các đơn vị trực thuộc của đô thị này theo quy mô dân số thời điểm 31 tháng 12 năm 2005. Thủ phủ được bôi đậm.
| # | Địa phương | Dân số |
| - | ---------- | ------ |
| 1 | Hyltebruk  | 3,742  |
| 2 | Torup      | 1,239  |
| 3 | Unnaryd    | 760    |
| 4 | Rydöbruk   | 385    |
| 5 | Landeryd   | 372    |
| 6 | Kinnared   | 297    |